# Ханна Лэнди
Ха́нна Лэ́нди (англ. Hanna Landy), урождённая — Ило́на Зи́мка (венг. Ilona Zimka; 5 октября 1919, Будапешт, Венгрия — 15 мая 2008, Уэст-Голливуд, Калифорния, США) — венгерско-американская актриса.

## Биография
Илона Зимка (настоящее имя Ханны Лэнди) родилась 11 марта 1919 года в Будапеште (Венгрия).

## Карьера
В 1948—2000 года Ханна сыграла в 88-ти фильмах и телесериалах, она была наиболее известна по ролям в таких фильмах как: «Форт мужественных» (1965, роль матери), «Харлоу» (1965, роль Беатрис Ландау), «Как кремень» (1967, роль Хелены) и «Ребёнок Розмари» (1968, роль Грэйс Кардифф).

## Личная жизнь
В 1945 году Ханна вышла замуж за консула Эрнста Полутника, но позже они развелись.
В 1950—1951 года Ханна была замужем за актёром Робертом Уокером (1918—1951), который оставил её вдовой.
В 1953—1958 года Ханна была замужем за Уильямом Керуином (1927—1989). В этом браке Лэнди родила своего первенца — дочь Барбару Керуин (род.22.01.1954).
В 1960-х годах Ханна состояла в фактическом браке с актёром Ричардом Бенедиктом (1920—1984). В этих отношениях Лэнди родила своего второго ребёнка — сына Самюэля Бенедикта (род.01.10.1961).
Четвёртым мужем Ханны стал актёр Стивен Бекасси (1907—1995).

## Смерть
88-летняя Ханна скончалась 15 мая 2008 года после продолжительной болезни в Уэст-Голливуде (штат Калифорния, США).

## Избранная фильмография
| Год       |   | Русское название           | Оригинальное название    | Роль                |
| --------- | - | -------------------------- | ------------------------ | ------------------- |
| 1954—1955 | с | Телевизионный театр Крафта | Kraft Television Theatre | Долорес             |
| 1961      | с | Шоу Донны Рид              | The Donna Reed Show      | продавщица          |
| 1961      | ф | Завтрак у Тиффани          | Breakfast at Tiffany's   | гостья на вечеринке |
| 1965      | ф | Форт мужественных          | Fort Courageous          | мать                |
| 1965      | ф | Харлоу                     | Harlow                   | Беатрис Ландау      |
| 1965      | с | Перри Мейсон               | Perry Mason              | Хельга Долуиг       |
| 1967      | ф | Как кремень                | In Like Flint            | Хелена              |
| 1968      | ф | Ребёнок Розмари            | Rosemary's Baby          | Грэйс Кардифф       |
| 1969      | с | Доктор Маркус Уэлби        | Marcus Welby, M.D.       | Рене                |
| 1985      | ф | Возвращение                | Return                   | Элизабет Холт       |